# Monica Ali
Monica Ali (Dhaka, Bangladesh, 20 d'octubre de 1967) és una escriptora i novel·lista bengalina. De pare britànic i mare hindú, emigrà a l'edat de tres anys a Anglaterra. S'educà a l'escola de Bolton (divisió femenina) de Manchester, a Anglaterra i estudià filosofia, política i economia al Wadham College, Universitat d'Oxford. Monica Ali resideix al sud de Londres amb el seu marit, Simon Torrance, un consultor d'administració, i els seus dos fills, Felix i Shumi. La seua obra més coneguda és Brick Lane, la seua primera novel·la, que fou nominada per al Premi Man Booker el 2003.

## Obra
- Brick Lane (2003)
- Alentejo Blue (2006)
- In The Kitchen (2009)
- Untold Story (2011)